# MPEG-H
MPEG-Hは、デジタルコンテナ標準、動画圧縮標準、音声圧縮標準、そして2つの順応試験標準のため、ISO/IEC Moving Picture Experts Group（MPEG）の開発下にある一連の標準である。この一連の標準は、ISO/IEC 23008 - 混成環境における高効率な符号化とメディア伝達の名称が正式名称として知られる。

## 一覧
MPEG-Hは、次のPartsから構成される。
- MPEG-H Part 1

MPEG media transport（MMT） - 異なるネットワークに順応できるメディアストリーミング・フォーマット。
- MPEG-H Part 2

High Efficiency Video Coding（HEVC, ITU-T VCEG（英語）との共同開発下にある） - H.264に対しデータ圧縮率を2倍に高め、対応解像度を8192x4320まで高めた動画圧縮標準。
- MPEG-H Part 3

3D Audio - 複数のラウドスピーカ対応を可能にする、3Dオーディオの為の音声圧縮標準。
- MPEG-H Part 5

HEVCの順応試験とレファレンスソフトウェア。
- MPEG-H Part 8

HEVCの順応試験。